# Пыряев, Василий Васильевич
Васи́лий Васи́льевич Пыря́ев (1915—1944) — советский военный. Участник Советско-финской и Великой Отечественной войн. Герой Советского Союза (1944). Гвардии капитан.

## Биография
Василий Васильевич Пыряев родился в 1915 году в Сокольской слободе, пригороде уездного города Переславль-Залесский Владимирской губернии Российской империи (ныне одноимённый посёлок в составе Переславль-Залесского городского округа Ярославской области Российской Федерации) в семье рабочих-ткачей Василия Васильевича и Татьяны Кузьминичны Пыряевых. Русский. Окончил семь классов средней школы № 1 имени В. И. Ленина города Переславля-Залесского и школу фабрично-заводского ученичества при ткацкой фабрике «Красное эхо». Трудовую деятельность начал ремонтировщиком в прядильном цехе фабрики в 1931 году.
В ряды Рабоче-крестьянской Красной армии В. В. Пыряев был призван Переславским районным военкоматом Ярославской области в мае 1937 года. Срочную службу нёс в артиллерийской части Ленинградского военного округа. По окончании срочной службы остался на сверхсрочную. Принимал участие в советско-финской войне 1939—1940 годов. Демобилизовавшись в звании младшего комвзвода, Василий Васильевич вернулся в Переяславль-Залесский. До начала Великой Отечественной войны работал на фабрике «Красное эхо» помощником мастера.
Вновь в Красную армию В. В. Пыряев был призван в сентябре 1941 года. В боях с немецко-фашистскими захватчиками старший сержант В. В. Пыряев с начала октября 1941 года на Южном фронте в должности помощника командира взвода разведки 530-го артиллерийского полка противотанковой обороны 18-й армии. Первый бой принял у села Межиричи под городом Павлоградом Днепропетровской области Украинской ССР, где 530-й артиллерийский полк оборонял противотанковый ров, не давая противнику преодолеть это мощное фортификационное сооружение. 3 октября 1941 года старший сержант Пыряев в течение трёх часов огнём из ручного пулемёта сдерживал натиск немецкой пехоты, пытавшейся переправиться через ров и окружить позиции одной из батарей полка, пока не был ранен в руку. После возвращения в строй Василий Васильевич участвовал в обороне Донбасса. В боях был тяжело ранен и эвакуирован в госпиталь.
После излечения В. В. Пыряев получил звание старшины и назначение на должность командира артиллерийского орудия батареи 45-миллиметровых пушек 404-го стрелкового полка 176-й стрелковой дивизии Южного фронта. Участвовал в боях на линии немецкой обороны Миус-фронт. После поражения войск Юго-Западного фронта в Харьковской операции части 176-й стрелковой дивизии в составе 12-й армии отступали с боями на Северный Кавказ. В сентябре 1942 года дивизия вошла в состав 9-й армии Северной группы войск Закавказского фронта и принимала участие в Битве за Кавказ. К этому времени опытный младший командир старшина В. В. Пыряев уже командовал огневым взводом своей батареи. Василий Васильевич умело руководил действиями взвода во время Моздок-Малгобекской оборонительной операции в боях за Моздок и Малгобек. Его бойцы отличились во время контрудара дивизии в районе посёлка Красная Горка 14 сентября 1942 года. Поддерживая наступление стрелковых подразделений полка, артиллеристы взвода Пыряева уничтожили 10 вражеских огневых точек, мортирную батарею с прислугой и до 100 военнослужащих вермахта. Три артиллерийских орудия были захвачены бойцами взвода в качестве трофеев. Через несколько дней при отражении наступления немецко-фашистских войск Василий Васильевич вновь был ранен и оказался на больничной койке. Врачи быстро поставили его на ноги, но ещё не до конца оправившегося от ранения бойца направили на краткосрочные армейские курсы младших лейтенантов. В декабре 1942 года В. В. Пыряев получил назначение в 98-й гвардейский артиллерийский полк 11-го гвардейского стрелкового корпуса 9-й армии и принял под командование огневой взвод 6-й батареи 1-го дивизиона. В этой должности Василий Васильевич участвовал в освобождении Северного Кавказа от немецко-фашистских войск во время контрудара войск фронта на нальчикском направлении и в ходе Северо-Кавказской наступательной операции.
Весной 1943 года он был переведён на должность командира взвода управления 3-й батареи 1-го дивизиона. Во время ожесточённых майских боёв на Голубой линии гвардии младший лейтенант В. В. Пыряев неоднократно выдвигался на передний край, и заняв выгодную наблюдательную позицию, выявлял огневые точки противника и корректировал огонь своей батареи. Так, 27 мая 1943 года при штурме высоты 121,4 северо-западнее станицы Крымская он находился в боевых порядках пехоты и под непрерывным обстрелом противника и в условиях постоянной бомбёжки с воздуха управлял огнём батареи, в результате чего артиллерийским огнём было уничтожено 3 вражеских огневых точки и разрушен ДЗОТ. Это дало возможность стрелковым подразделениям продвинуться вперёд и овладеть немецкими траншеями. Всего за период боёв с 1 по 31 мая 1943 года гвардии младший лейтенант В. В. Пыряев при разведке переднего края обороны неприятеля обнаружил 6 ДЗОТов, 4 артиллерийские батареи и 5 пулемётных точек, часть из которых была уничтожена артиллерийским огнём. Прорвать глубоко эшелонированную и сильно укреплённую оборону противника Готенкопф советским войскам удалось только осенью 1943 года в ходе Новороссийско-Таманской операции. После освобождения Таманского полуострова Северо-Кавказский фронт был преобразован в Отдельную Приморскую армию, в составе которой 98-й гвардейский корпусный артиллерийский полк начал подготовку к высадке на Керченском полуострове. В. В. Пыряев, к осени 1943 года ставший гвардии лейтенантом, особо отличился во время Керченско-Эльтигенской десантной операции.
В ночь на 3 ноября 1943 года гвардии лейтенант В. В. Пыряев в составе штурмового десантного отряда форсировал Керченский пролив, и первым высадившись на побережье Керченского полуострова у населённого пункта Опасная, личным примером увлёк за собой остальных бойцов. Стремительным броском десантники ворвались на прибрежную высоту 102,0 и выбили оттуда неприятеля. Гвардии лейтенант В. В. Пыряев с группой советских солдат и офицеров в числе первых поднялся на вершину и водрузил на ней красный флаг. Стремясь вернуть утраченные позиции, противник в течение 4 ноября предпринял на позиции десантников две яростные контратаки. Отражая контратаки врага личным оружием, гвардии лейтенант Пыряев в то же время по рации вызывал и корректировал огонь артиллерии. В результате умелых действий Василия Васильевича артиллерийским огнём было уничтожено 2 пулемётные точки, одно орудие и до сотни солдат неприятеля, что позволило десантникам удержать высоту. Во время последующих боёв за удержание и расширение плацдарма на Керченском полуострове гвардии лейтенант В. В. Пыряев выполнял работу корректировщика артиллерийского огня и фронтового разведчика. Организовав постоянное наблюдение за противником, Василий Васильевич своевременно сообщал в штаб корпуса данные о перемещениях противника, выявлял его огневые средства и места сосредоточения войск и техники, умело управлял огнём артиллерии по выявленным целям, чем наносил неприятелю большой урон и неоднократно срывал его планы. 8 ноября 1943 года противник силой до батальона пехоты при поддержке 10 танков предпринял крупное наступление на позиции десантников. Во время немецкой атаки В. В. Пыряев с двумя бойцами находился на передовом наблюдательном пункте, обозначенном как курган + 5,0. Когда головной танк с немецкими автоматчиками приблизился на 150 метров, Василий Васильевич вызвал огонь артиллерии на себя. Попав под мощный артиллерийский огонь, противник в панике бежал, оставив на склоне высоты до 20 убитых солдат. Высота курган +5,0 осталась советской. 21 ноября 1943 года командир 98-го гвардейского корпусного артиллерийского полка гвардии подполковник М. А. Павленко представил гвардии лейтенанта В. В. Пыряева к званию Героя Советского Союза. Указ Президиума Верховного Совета СССР был подписан 16 мая 1944 года.
После завершения Керченско-Эльтигенской десантной операции В. В. Пыряев был назначен командиром 3-й батареи полка. В частных наступательных операциях по расширению плацдарма и в ходе начавшегося 8 апреля 1944 года наступления войск Отдельной Приморской армии в рамках Крымской операции батарея гвардии лейтенанта Пыряева, поддерживая действия стрелковых подразделений, в том числе 32-й гвардейской стрелковой дивизии, действовала с высокой эффективностью и неоднократно обеспечивала продвижение своей пехоты вперёд. При прорыве обороны противника у села Ак-Монай Ленинского района Крымской АССР гвардии лейтенант Пыряев с рацией находился в передовых частях пехоты и, работая непосредственно на переднем крае, выявлял огневые средства противника и управлял огнём батареи. Артиллеристы Пыряева способствовали прорыву немецкой обороны стрелковыми подразделениями и овладению ими опорным пунктом немецкой обороны селом Ак-Монай. В ходе боёв за освобождение Крымского полуострова 3-я батарея гвардии лейтенанта Пыряева также нанесла большой урон врагу. Всего за период с 1 декабря 1943 года по 28 апреля 1944 года она уничтожила 7 артиллерийских орудий, 3 станковых и 5 ручных пулемётов, 1 ДЗОТ, подавила 2 миномётные батареи, 3 ручных и 7 станковых пулемётов, истребила более 300 солдат и офицеров вермахта. Во время освобождения Севастополя Василий Васильевич заменил выбывшего из строя командира дивизиона и отлично справился с его обязанностями при штурме Сапун-горы. Вскоре после опубликования указа о присвоении звания Героя Советского Союза офицерскому, сержантскому и рядовому составу Красной армии В. В. Пыряев был вызван в Симферополь, где ему в торжественной обстановке были вручены высокие награды. Вместе с ними Василий Васильевич получил внеочередное звание гвардии капитана.
В августе 1944 года 98-й гвардейский артиллерийский полк, позднее переименованный в 93-й гвардейский, в составе 3-го горнострелкового корпуса был переброшен в Карпаты, где был включён в состав 1-й гвардейской армии вновь образованного 4-го Украинского фронта, и с сентября принимал участие в Восточно-Карпатской операции. Имевшие большой опыт боевых действий в горах Кавказа и Крыма, артиллеристы полка в условиях горно-лесистой местности Карпатских гор оказывали существенную поддержку наступающей пехоте, сбивая противника с вершин, уничтожая его огневые средства и отражая контратаки. Гвардии капитан В. В. Пыряев с небольшой группой радистов проникал в тыл противника и, занимая выгодную наблюдательную позицию, корректировал огонь своей батареи. Дважды Василий Васильевич попадал в окружение. Один раз ему в течение семи суток с группой радистов и разведчиков пришлось отбивать атаки врага на высоте 711,0. Второй раз он сумел вырваться из окружения, вызвав огонь дивизиона по наседавшему противнику. 12—13 октября 1944 года полк вёл бои в северных Карпатах недалеко от польско-чехословацкой границы южнее долины реки Солинка. При штурме высот 935 и 932 гвардии капитан В. В. Пыряев личным примером увлёк пехоту за собой и, овладев высотой 935, отразил три контратаки противника. Заняв наблюдательный пункт на вершине горы, он умело корректировал огонь своей батареи, чем способствовал овладению соседней высотой 932.
13 октября 1944 года части 3-го горнострелкового корпуса получили задачу продолжать наступление в направлении населённого пункта Звала. Для эффективной корректировки артиллерийского огня гвардии капитан В. В. Пыряев с группой из двух радистов и двух разведчиков выдвинулся в район высоты 756. У горы группа столкнулась с немецкими автоматчиками. В завязавшемся бою гвардии капитан Пыряев уничтожил пять немецких солдат, но и сам был смертельно ранен. Бойцы вынесли его с поля боя, но на командном пункте полка Василий Васильевич скончался. Похоронен В. В. Пыряев в селе Балигруд (Baligród) Лесковского повята Подкарпатского воеводства Польской Республики.

## Награды
- медаль «Золотая Звезда» (16.05.1944);
- орден Ленина (16.05.1944);
- два ордена Отечественной войны 1-й степени (19.05.1944; 28.10.1944, посмертно);
- орден Отечественной войны 2-й степени (02.01.1943);
- орден Красной Звезды (08.06.1943);
- медаль «За отвагу» (11.11.1941);
- медаль «За оборону Кавказа» (1944).

## Память
- Именем Героя Советского Союза В. В. Пыряева названа улица в Переславле-Залесском, там же установлен памятный знак.
- Имя Героя Советского Союза В. В. Пыряева увековечено на мемориале воинской Славы на Сапун-горе в Севастополе.

## Документы
- Общедоступный электронный банк документов «Подвиг Народа в Великой Отечественной войне 1941—1945 гг.» Дата обращения: 18 августа 2013. Архивировано из оригинала 13 марта 2012 года.

Представление к званию Героя Советского Союза и указ ПВС СССР о присвоении звания.
Орден Отечественной войны 1-й степени (наградной лист и приказ о награждении от 16.05.1944).
Орден Отечественной войны 1-й степени (наградной лист и приказ о награждении от 28.10.1944).
Орден Отечественной войны 2-й степени (наградной лист и приказ о награждении).
Орден Красной Звезды (наградной лист и приказ о награждении).
2026523 Медаль «За отвагу» (наградной лист и приказ о награждении).
- Обобщённый банк данных «Мемориал». Дата обращения: 18 августа 2013. Архивировано из оригинала 10 мая 2012 года.

ЦАМО, ф. 33, оп. 11458, д. 427.
ЦАМО, ф. 33, оп. 11458, д. 268.